# Charles Chadwick
Pour les articles homonymes, voir Chadwick.
Charles Chadwick, né le 31 juillet 1932 à Swanage (Dorset, Angleterre) et mort le 2 juillet 2025, est un écrivain britannique.
Fonctionnaire rattaché au British Council, Charles Chadwick travaille au Nigéria, Canada, Kenya, Brésil et en Pologne, il prend sa retraite en 1992. Selon lui, il a mis une trentaine d'années à écrire son roman It's All Right Now publié en 2005 au Royaume-Uni par Faber & Faber et en 2006 aux États-Unis par HarperCollins.

## Publication
- Tout va très bien, [« It's All Right Now »], trad. de Patrice Repusseau, Arles, France, Éditions Jacqueline Chambon, 2012, 864 p.  (ISBN 978-2-330-00951-9)